# NFL 1957
Die NFL-Saison 1957 war die 38. Saison der National Football League. Als Sieger aus dieser Saison gingen die Detroit Lions hervor.

## Regular Season
| Western Conference    | Western Conference | Western Conference | Western Conference | Western Conference | Western Conference | Western Conference |
| Team                  | S                  | N                  | U                  | SQ                 | P+                 | P−                 |
| --------------------- | ------------------ | ------------------ | ------------------ | ------------------ | ------------------ | ------------------ |
| Detroit Lions 2       | 8                  | 4                  | 0                  | 0,667              | 251                | 231                |
| San Francisco 49ers 2 | 8                  | 4                  | 0                  | 0,667              | 260                | 264                |
| Baltimore Colts       | 7                  | 5                  | 0                  | 0,583              | 303                | 235                |
| Los Angeles Rams      | 6                  | 6                  | 0                  | 0,500              | 307                | 278                |
| Chicago Bears         | 5                  | 7                  | 0                  | 0,417              | 203                | 211                |
| Green Bay Packers     | 3                  | 9                  | 0                  | 0,250              | 218                | 311                |

| Eastern Conference  | Eastern Conference | Eastern Conference | Eastern Conference | Eastern Conference | Eastern Conference | Eastern Conference |
| Team                | S                  | N                  | U                  | SQ                 | P+                 | P−                 |
| ------------------- | ------------------ | ------------------ | ------------------ | ------------------ | ------------------ | ------------------ |
| Cleveland Browns    | 9                  | 2                  | 1                  | 0,818              | 269                | 172                |
| New York Giants     | 7                  | 5                  | 0                  | 0,583              | 254                | 211                |
| Pittsburgh Steelers | 6                  | 6                  | 0                  | 0,500              | 161                | 178                |
| Washington Redskins | 5                  | 6                  | 1                  | 0,455              | 251                | 230                |
| Philadelphia Eagles | 4                  | 8                  | 0                  | 0,333              | 173                | 230                |
| Chicago Cardinals   | 3                  | 9                  | 0                  | 0,250              | 200                | 299                |

 Teilnahme Championship Game
 Teilnahme Conference Play-off

## Post Season

### Championship Game
Das NFL Championship Game 1957 fand am 29. Dezember 1957 im Briggs Stadium in Detroit, Michigan statt. Die Sieger der Eastern und der Western Division traten darin gegeneinander an. Der Sieger der Western Division wurde dabei eine Woche zuvor in einem Play-off-Spiel ermittelt.  In diesem besiegten die Detroit Lions die San Francisco 49ers nach einem zwischenzeitlichen 7:27-Rückstand mit 31:27.
|                                 |                           |  | NFL Championship Game |                           |                  |  |                                  |
|                                 | Detroit 29. Dezember 1957 |  | Detroit Lions         | \| \| 59 : 14 \| \| \| \| | Cleveland Browns |  | Briggs Stadium Zuschauer: 55.263 |
| (17:0, 14:7, 14:0) Spielbericht | Detroit 29. Dezember 1957 |  | Detroit Lions         |                           | Cleveland Browns |  | Briggs Stadium Zuschauer: 55.263 |
|                                 | 59 : 14                   |  |                       |                           |                  |  |                                  |
|                                 |                           |  |                       |                           |                  |  |                                  |

## Rekorde
102.368 Zuschauer sahen am 22. November 1957 das Spiel der Rams gegen die 49ers, was einen Rekord für Zuschauer in einem Regular-Season-Spiel aufstellte. Dieser Rekord wurde erst am 2. Oktober 2005 gebrochen, als 103.467 Zuschauer im Aztekenstadion das Spiel zwischen den 49ers und Cardinals sahen.